# Музей природознавства (Берлін)

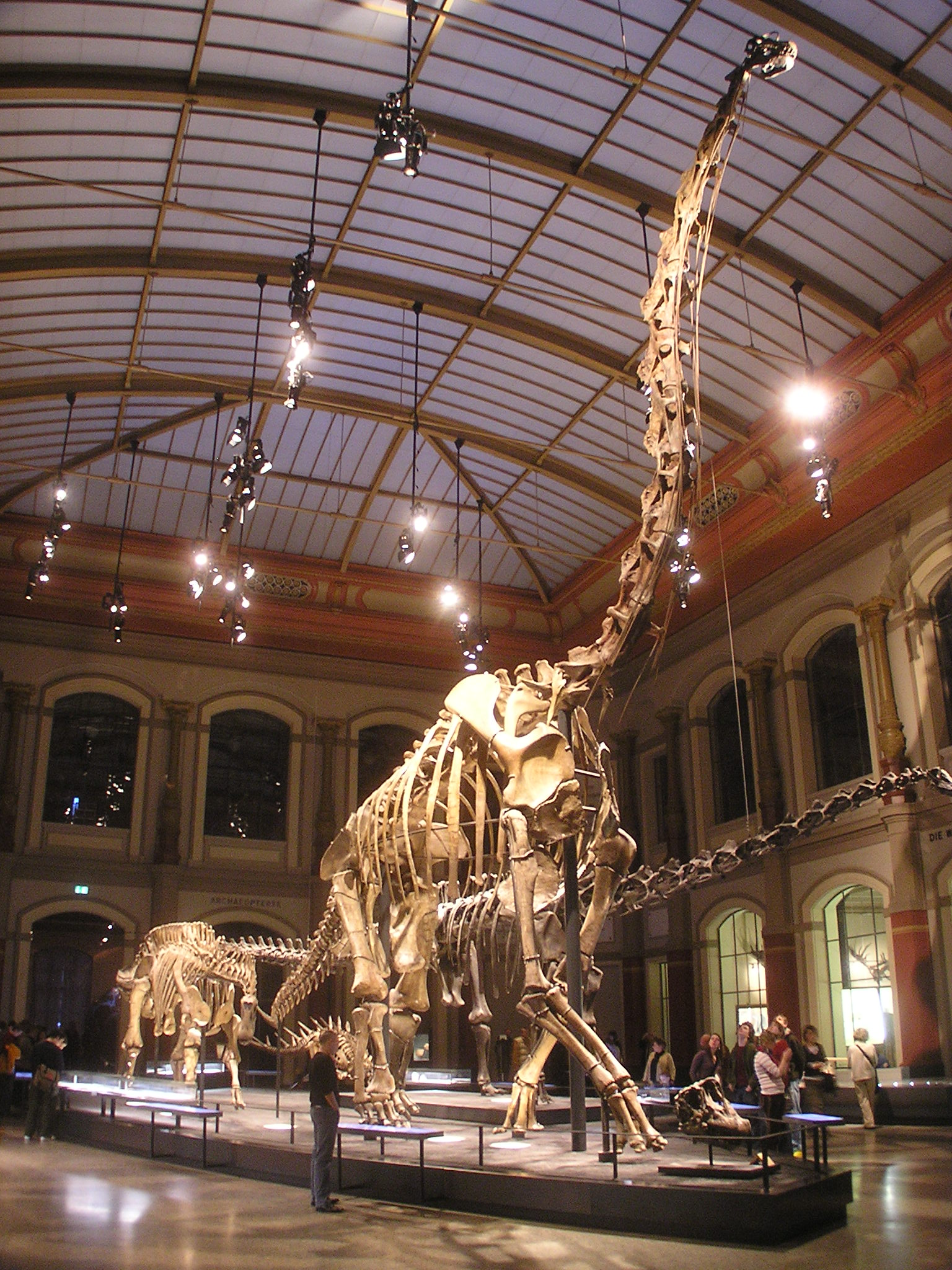
Кістяк жирафатитана, найбільший з реконструйованих скелетів динозаврів у світі.

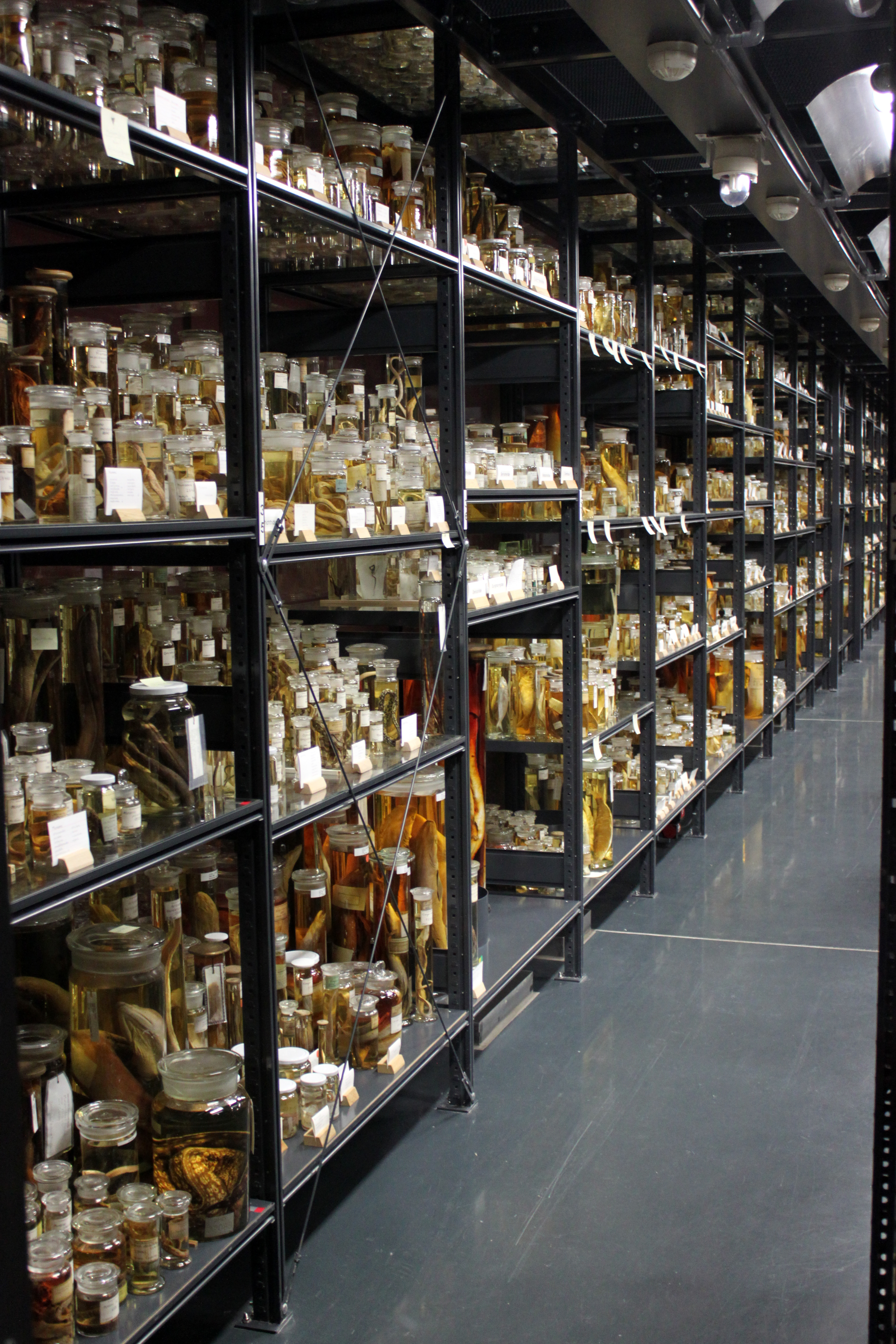
Колекція заспиртованих експонатів

Музей природознавства (нім. Museum für Naturkunde) — один з найбільших природничих музеїв у Німеччині. Заснований 1889 року. Його колекції налічують понад 30 млн об'єктів. Спочатку був частиною Гумбольдтівського університету в Берліні, а з 1 січня 2009 року є самостійним закладом. Входить до мережі Наукового товариства імені Лейбніца.

## Історія
Мінерали музею були спочатку частиною колекції Берлінського університету, який був заснований у 1810 році, і придбав першу з цих колекцій у 1814 році, під егідою нового Музею мінералогії. У 1854 був заснований відділ петрографії, 1857 — відділ палеонтології.
1889 року музей було відкрито для відвідувачів у спеціально спорудженій для нього будівлі. Будівля музею, де він розташований і донині, споруджена за планами архітектора Августа Тіде (August Tiede). Музей природознавства об'єднав три незалежні інституції Берлінського університету: геологічно-палеонтологічний музей, мінералогічно-петрографічний музей та зоологічний музей. Зоологічний музей берлінського університету вважається одним з найдавніших музеїв такого типу. Ще 1809 року його заснував природознавець Йоганн Центуріус фон Гоффманнсегг. Таким чином відлік історії Берлінського музею природознавства часом рахують саме від заснування університетського зоологічного музею, тобто з 1809 року. Куратором зоологічного музею в 1860-і роки був відомий німецький природознавець Фрідріх Антон Шнайдер.
У 1914—1917 роках було проведено реконструкцію музею й зроблено до нього прибудову.
1937 року в музеї було виставлено скелет динозавра Brachiosaurus brancai, який сьогодні відносять до окремого виду жирафатитанів. Це найбільший з реконструйованих скелетів динозаврів у світі, про що свідчить офіційна табличка книги рекордів Гіннеса поряд з експонатом.
3 лютого 1945 року музей зазнав значних руйнувань внаслідок бомбардування міста. Східне крило музею стояло в руїнах й було відбудоване лише 2006 року.
2005 року знаменитий скелет динозавра Brachiosaurus brancai було розібрано. Після дворічної роботи з реконструкції скелета за найновішими науковими даними, його було наново складено весною 2007 року. Відтоді скелет став на один метр вищим за рахунок видовжених передніх лап. Хвіст динозавра також було змінено: він більше не лежить, а здіймається над землею, оскільки за останніми даними динозаври не волочили за собою хвіст, а несли його, як правило не торкаючи землі.
Демонтування скелета динозавра було необхідне ще й технічної причини, оскільки тільки таким чином можна було здійснити необхідні роботи з ремонту даху та всього великого виставкового залу. Кошти на ремонт музею було виділено Європейським фондом регіонального розвитку, містом Берлін та фундацією німецьких лотерей в Берліні. Загальний кошторис реконструкції головного та чотирьох інших залів, а також оснащення їх мультимедійними модулями становив 16 млн євро.
13 липня 2007 року відбулося урочисте відкриття оновленого музею, експозиція якого була доповнена виставкою про еволюцію життя та планети Земля. За перший рік після реконструкції музей відвідали понад 731 тис. осіб.
У січні 2012 року було повністю завершено реконструкцію східного крила музею, яку проводило архітектурне бюро Diener & Diener. Робота з реконструкції була відзначена німецькою архітектурною премією DAM.

## Колекції
Музей відомий насамперед кістяком жирафатитана — найбільшим у світі відновленим скелетом динозавра. Цей скелет є центральним експонатом нової постійно діючої виставки «Світ динозаврів», присвяченої знахідкам німецьких палеонтологів у Тендагуру (Танзанія). Саме в Тендагуру було знайдено і величезний кістяк динозавра, який тривалий час вважали приналежним брахіозавру. Проте 2009 року після публікації детального дослідження М. П. Тейлора, виставлений у Берліні скелет зараховують до окремого виду жирафатитанів.
Окрім жирафатитана на виставці «Світ динозаврів» представлено шість інших скелетів таких динозаврів, як дикреозавр, диплодок, кентрозавр, аллозавр, дисалотозавр та елефантозавр. Тут також виставлено надзвичайно добре збережений скелет археоптерикса (так званий Берлінський екземпляр), що був знайдений у шарах Зольнгофенського вапняку в Південній Німеччині.
У залі «Еволюція в дії» розташовані експонати, які демонструють біологічне різноманіття на Землі на прикладі тваринного світу. На «стіні біологічного різноманіття» довжиною 12 метрів та висотою 4 метри представлено 3000 різних тварин. Виставка представляє тваринний світ, як незаперечний результат еволюції, що почалася 3,5 млрд років тому. В експозиції наочно представлено дію механізмів еволюції у тваринному світі.
Окрім того, музей має великі колекції мінералів, викопних решток, копитних та тварин Європейської зони. Цінними з культурно-історичного погляду є численні діорами, які показують різних тварин у їхньому природному середовищі.
За рамками публічної експозиції музей має також великий аудіоархів «голосів тварин», численні мінералогічні, зоологічні та палеонтологічні об'єкти. Загалом у фондах музею зберігається понад 30 млн об'єктів, серед них 130 000 опудал птахів (90 % всіх видів птахів), 130 000 заспиртованих риб. В музеї проводяться наукові дослідження в рамках численних наукових проєктів.

## Галерея

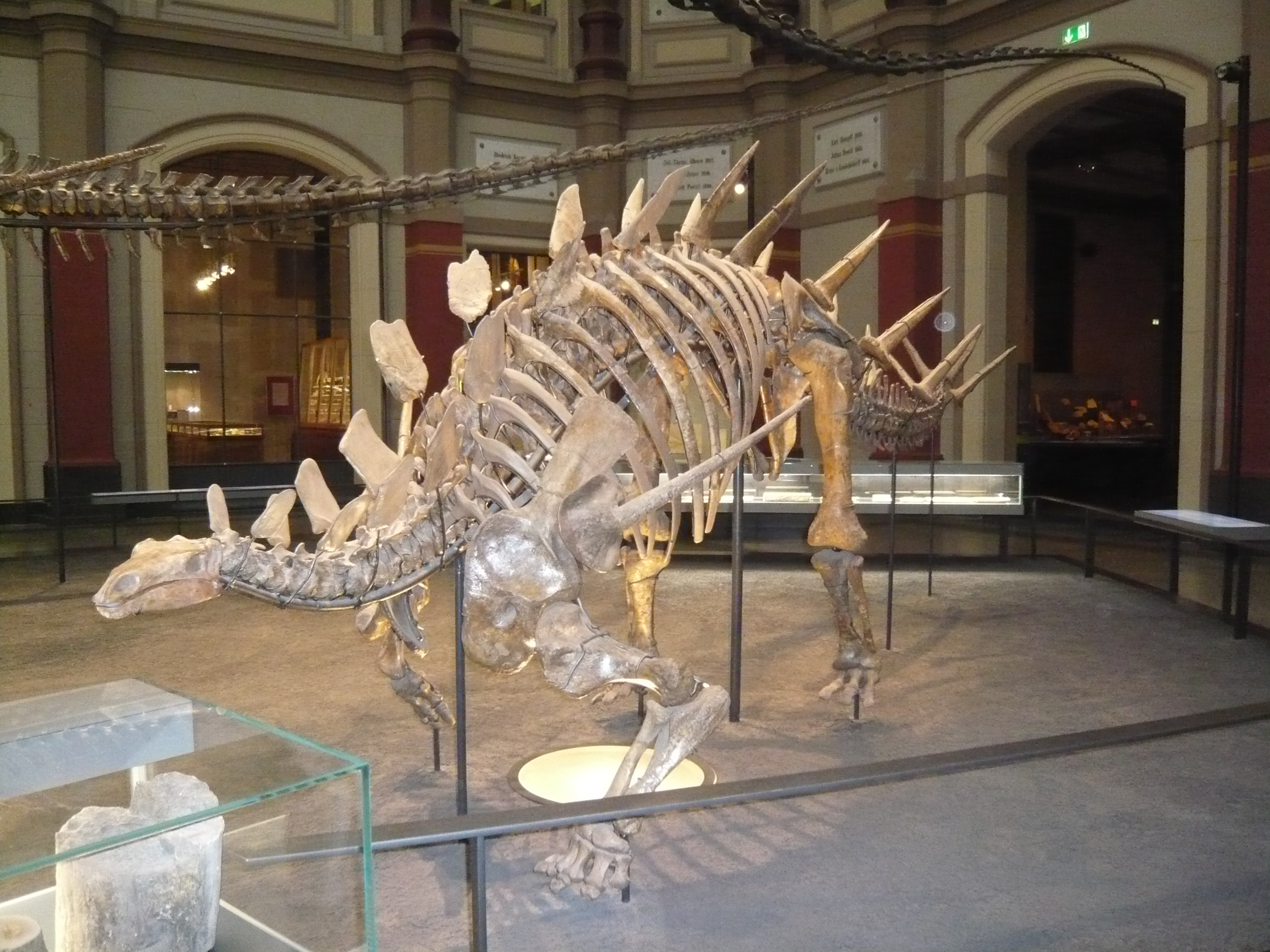
Кістяк кентозавра.
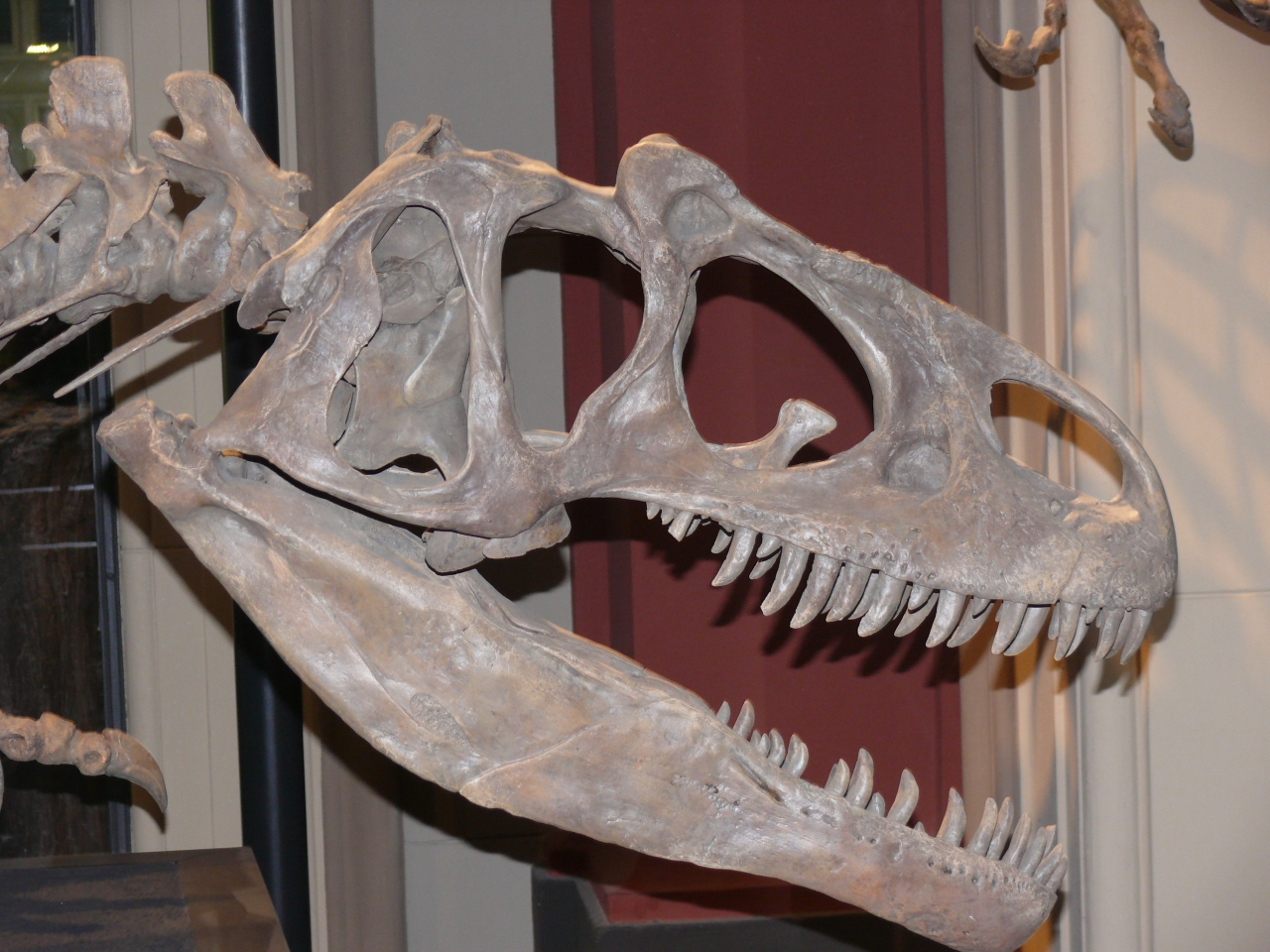
Череп аллозавра.
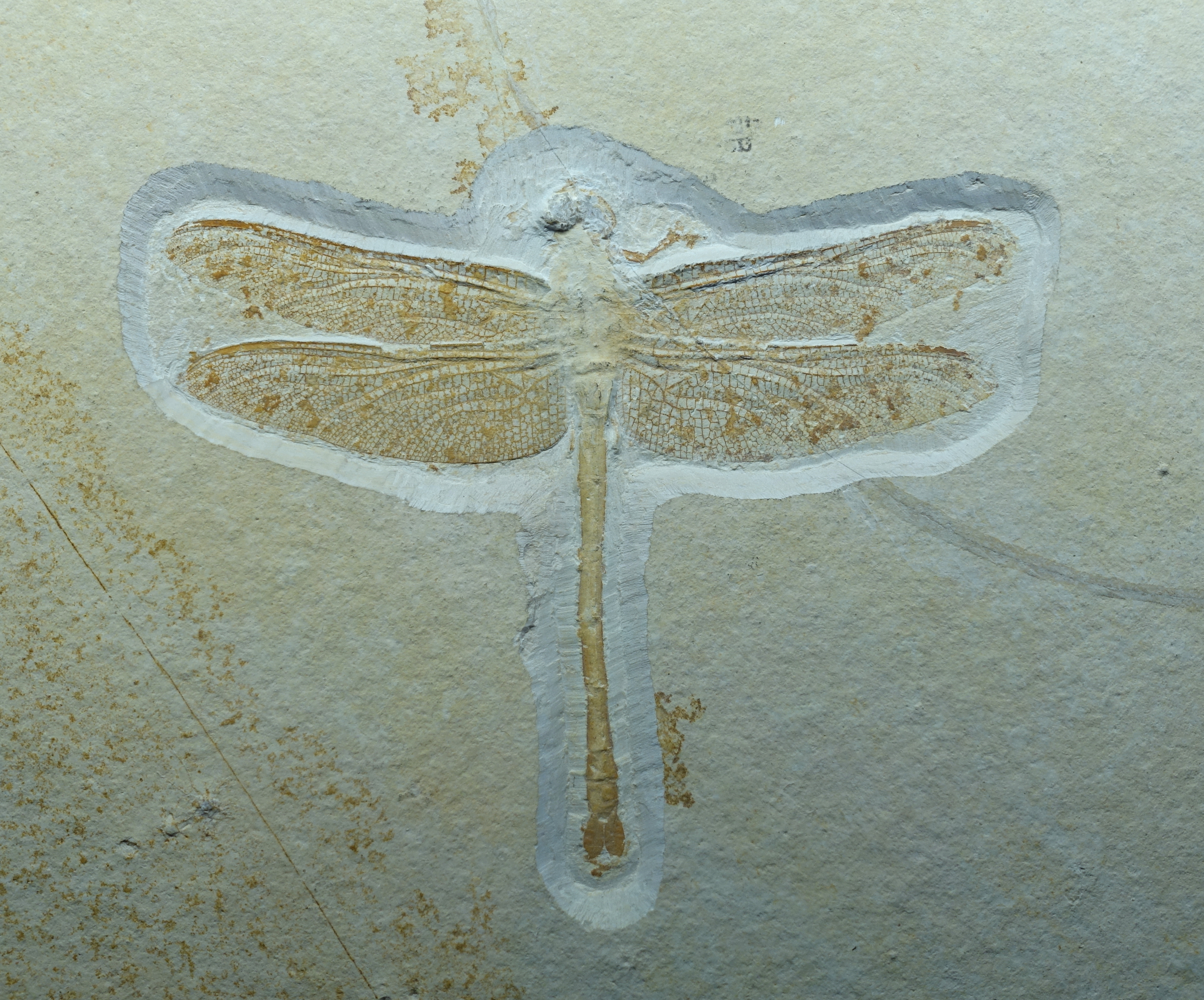
Закам'яніла бабка.
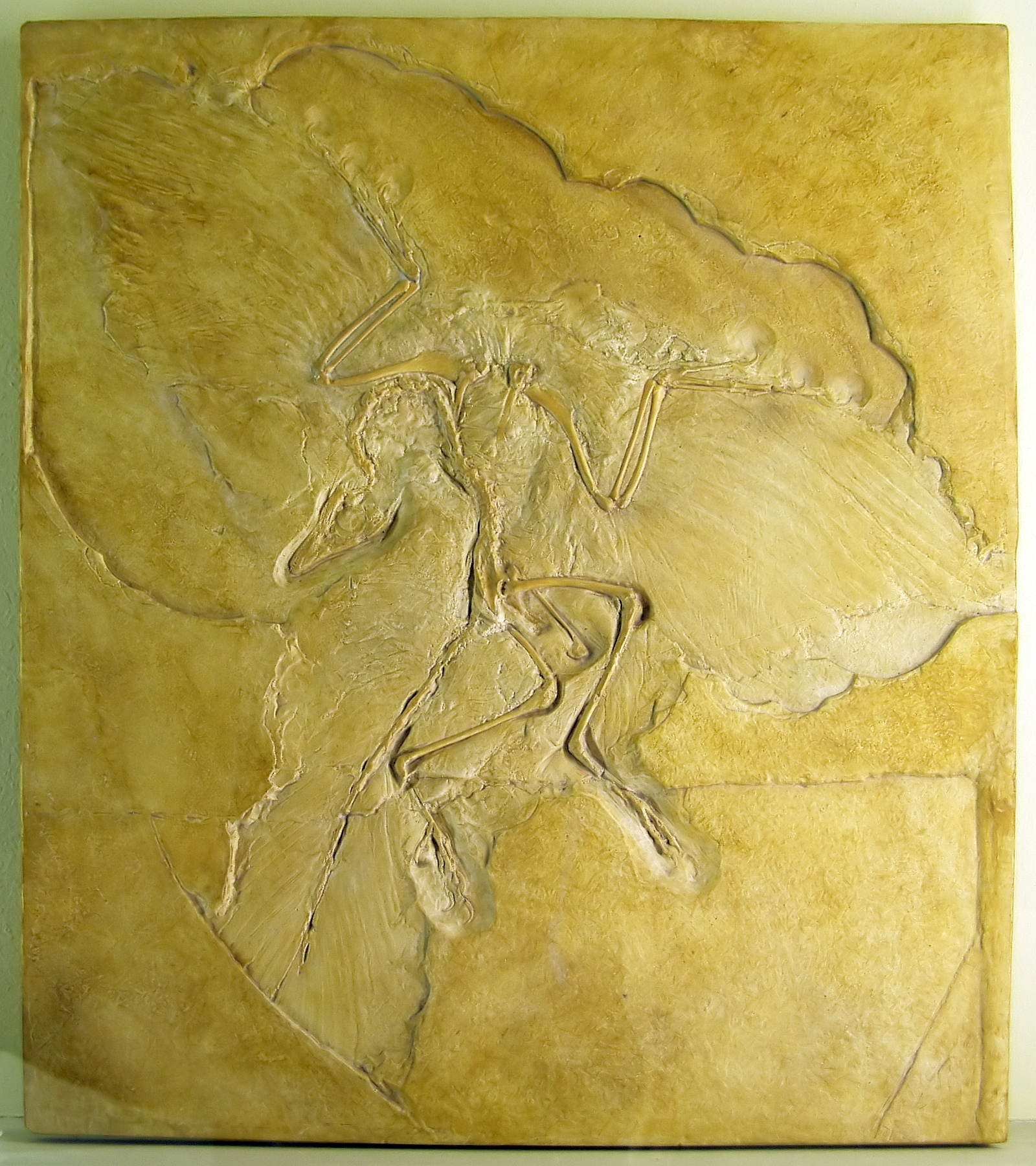
Археоптерикс (Берлінський екземпляр).
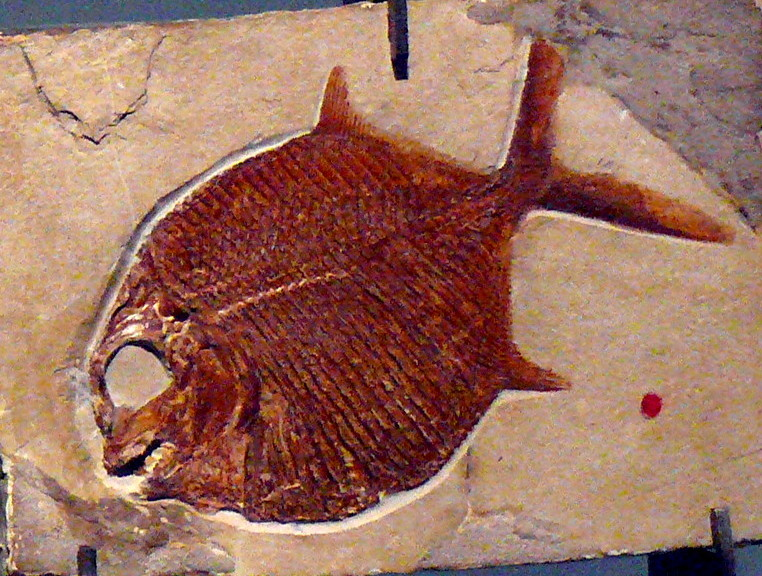
Закам'яніла риба виду Gyrodus hexagonus.
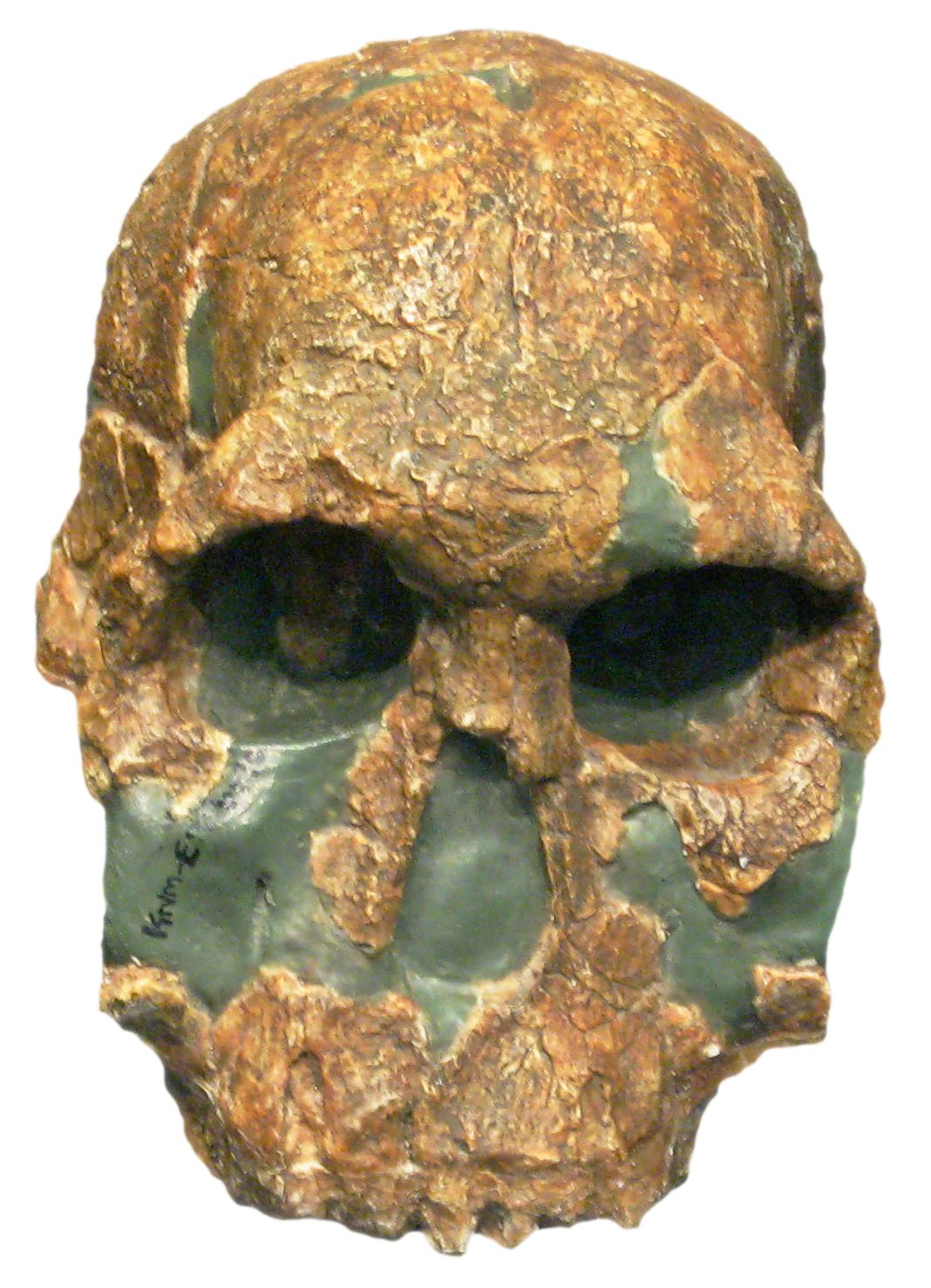
Череп рудольфійської людини.
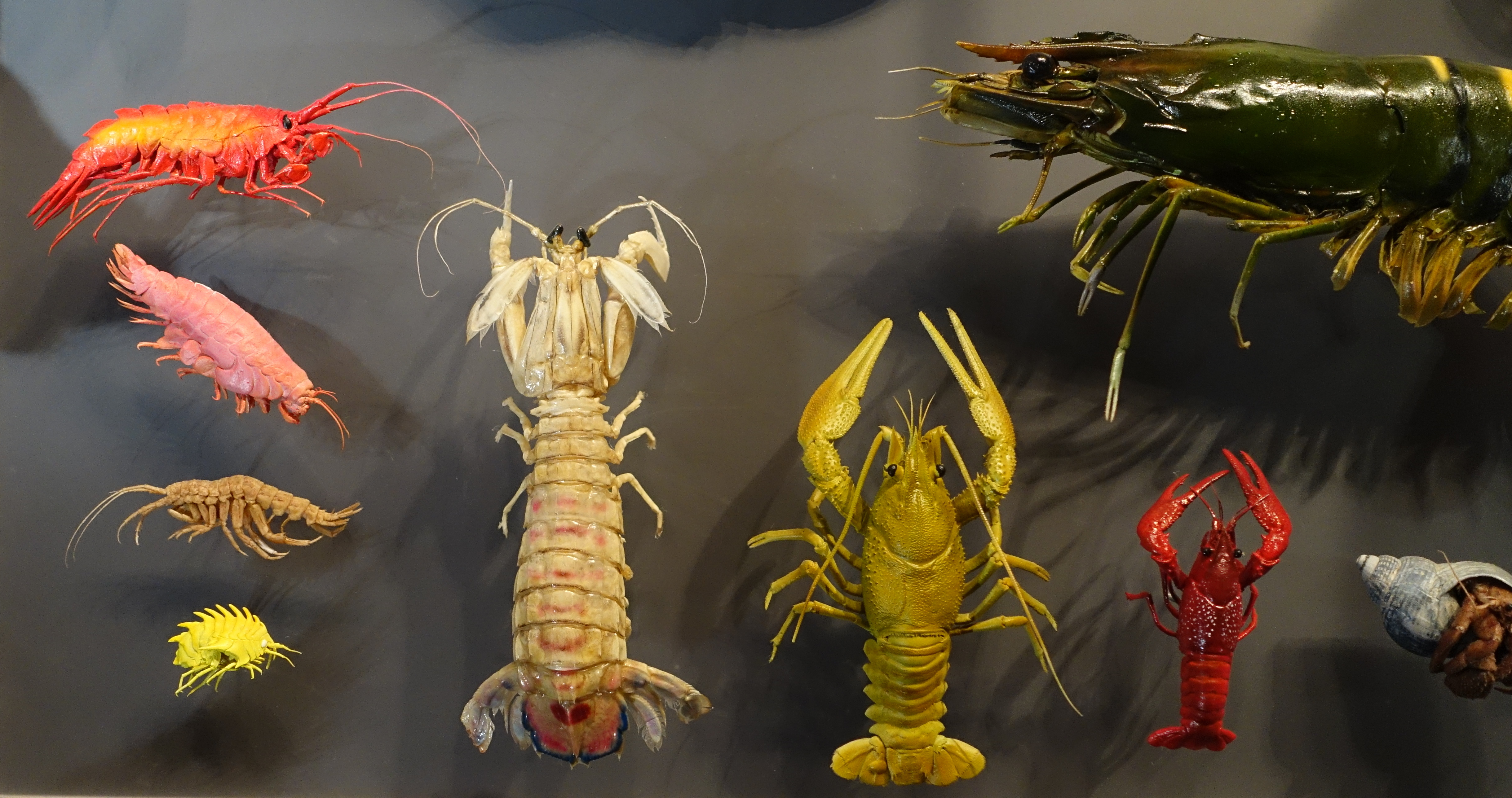
Фрагмент експозиції про біологічну різноманітність.
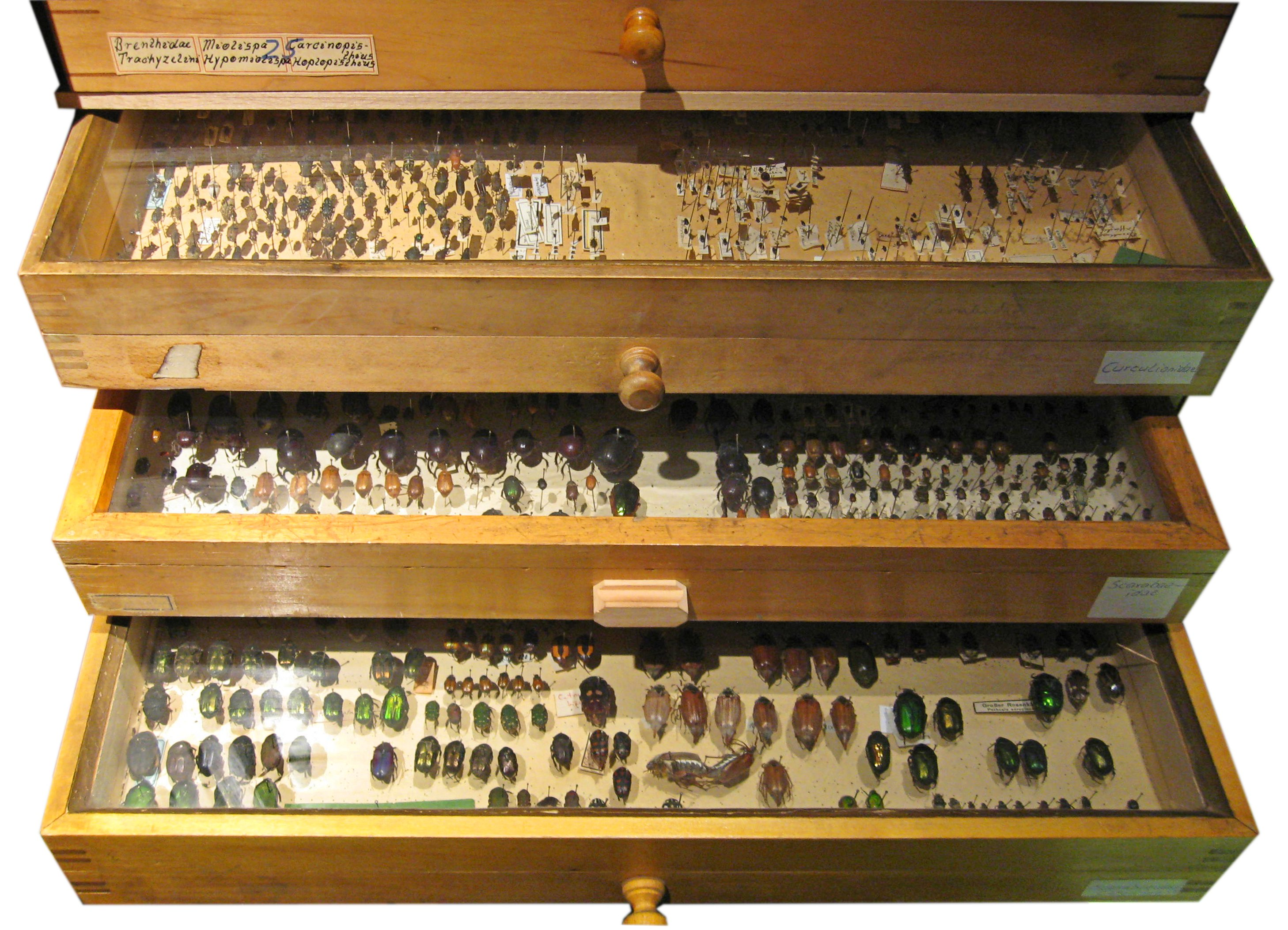
Частина колекції жуків.
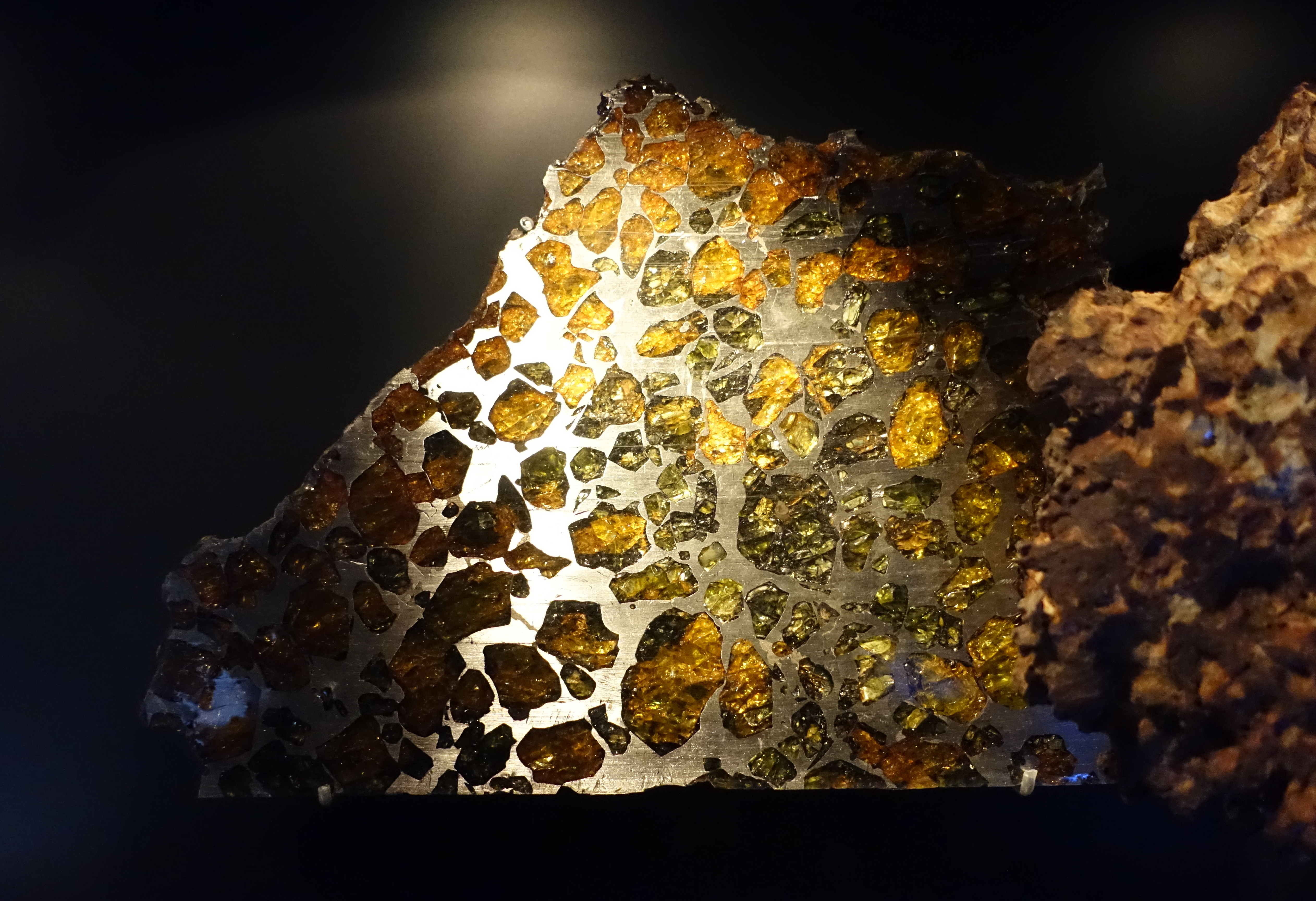
Один з метеоритів, представлених в музеї.
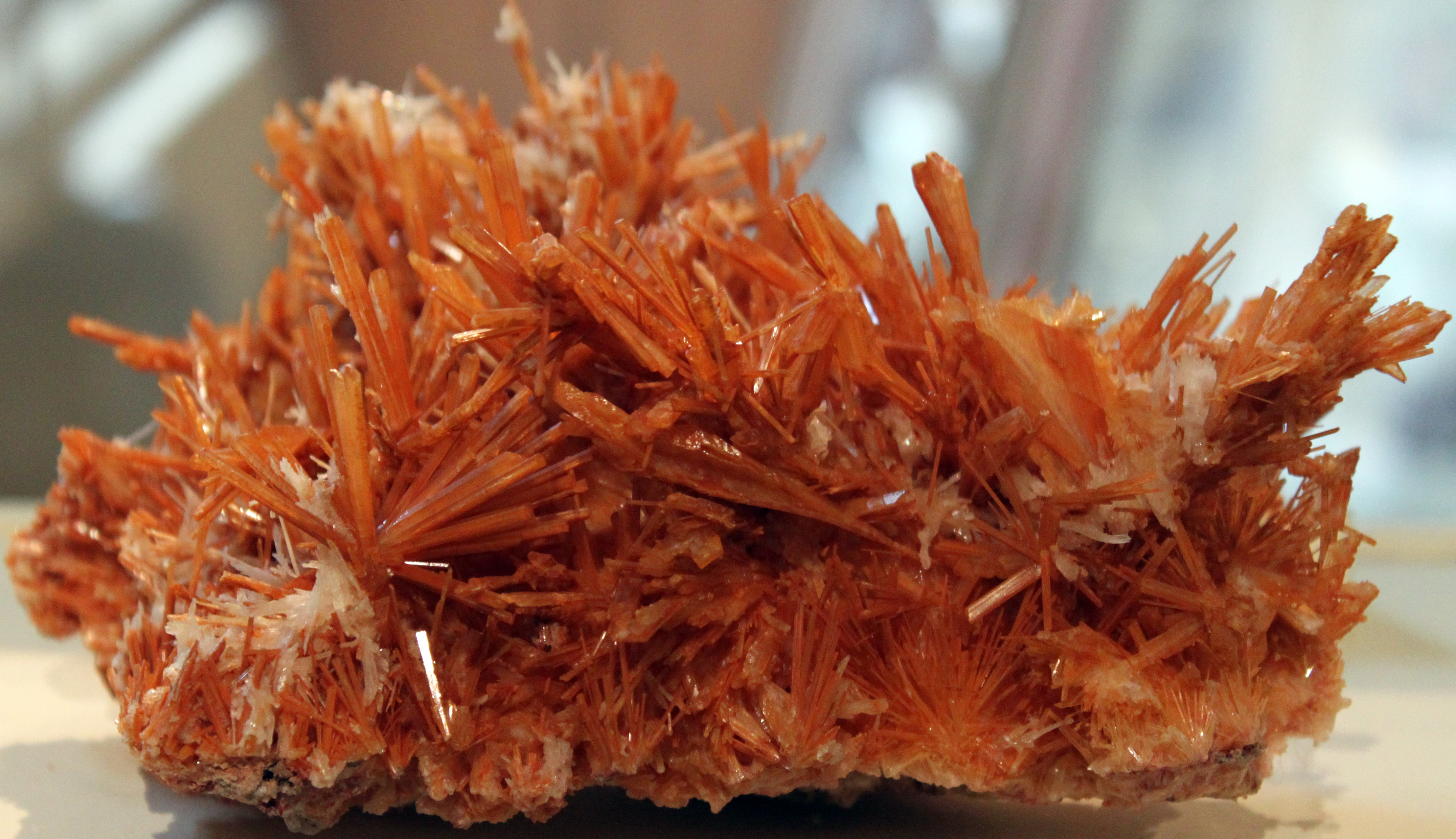
Зразок гіпсу з Тюрингії.